# Yarmouth (Massachusetts)
Yarmouth è un comune degli Stati Uniti d'America facente parte della contea di Barnstable nello stato del Massachusetts, separato dal comune di Dennis dal lago Follins Pond.